# Lepanthes intricata
Lepanthes intricata är en orkidéart som beskrevs av Carlyle August Luer. Lepanthes intricata ingår i släktet Lepanthes och familjen orkidéer. Inga underarter finns listade i Catalogue of Life.